# 伊東隼人
伊東 隼人（いとう はやと、1982年1月4日 - ）は、日本の男性声優、バンドマン。現在事務所はパワー・ライズ。大分県大分市出身。

## 概要
- 2009年2月19日付で所属事務所であったスタジオキューブを離れ、現在はフリーで活動している。
- 2017年頃からSUPER ROCK'N’ROLLERSの活動を再開し、ギター&ボーカルを担当している。
- ロックバンドGarrett（ギャレット）のメンバーで、ギター&ボーカルを担当していた(現在、活動休止中)。
- 座右の銘は"No Rock,No Life!"（ノーロック、ノーライフ、「ロックがなければ命もない」の意）。
- 資格は単車の免許、英検3級。
- 趣味はバイクで放浪すること。音楽活動では歌唱以外にも作詞作曲を行う。特技はアコースティックギターとベース。
- 2004年10月から2013年2月まで、ラジオ番組 『温子と隼人のアクエリ放送局（2010年4月に〈アクエリTV〉に改題）』に出演。
- 2025年2月よりパワー・ライズに移籍したことを自身のSNSで報告[1]。

### 人物
- 初対面時には実年齢より上と見られることが多いらしく、人によっては32歳と言われたことがあった。
- お酒が大好きで、酔っ払うためにペルノを飲み続けるらしい。
- 使用ギターはMOON製Raggae Master、Burny製セミアコギター(バンドメンバーからプレゼントされたもの)。
- エフェクターなどは用いず、基本的にはカールコードからMarshallアンプ直である。

## 出演

### テレビアニメ
2010年代
- ロード オブ ヴァーミリオン 紅蓮の王（2018年、ブルースカルメンバー）
- 五等分の花嫁（2019年 - 2023年、前田） - 3シリーズ 
- なむあみだ仏っ!-蓮台 UTENA-（2019年、店員）
- 警視庁 特務部 特殊凶悪犯対策室 第七課 -トクナナ-（2019年、刑事B）

2020年代
- ペット (漫画)（2020年、不良）
- プレイタの傷（2021年、ダスク）
- 錆色のアーマ-黎明-（2022年、野盗2、兵士）
- 六道の悪女たち（2023年、飯沼の後輩1）
- デキる猫は今日も憂鬱（2023年、街の人々、男性A）

### 劇場アニメ
- 映画 五等分の花嫁（2022年、前田）

### ゲーム
2003年
- Take off!（榊晴那）
- スペクトラルソウルズ（ゲイル）

2005年
- 星の降る刻（金森葵）
- CROSS WORLD 見知らぬ空のエターティア（黒栖）

2006年
- カオスウォーズ（日下兵真）
- スーパーモンキーボール〜ウキウキパーティー大集合〜（ニカルサ）

2007年
- 臨海合宿 （真田直登）

2010年
- エンド オブ エタニティ

2012年
- オレは少女漫画家（勝丘十三）

2014年
- オメガクインテット（トメキチ）

2017年
- 蝶々事件ラブソディック

2018年
- 天涯ニ舞ウ、粋ナ花

### ドラマCD
- ガールフレンド / ボーイフレンド（尚樹、男子高校生A）
- 熱風海陸ブシロード（ヴァン＝ホー＝キム）
- 聖痕のクェイサー 〜皇女の卵〜（2007年）

### ラジオ

#### インターネット
- 伊東隼人のROOM69
- スタジオキューブのうぇ〜ぶラジオ（毎週火曜日更新）

#### 地上波
- イケ☆バン（文化放送）

#### 終了した番組
- 集英学園＜音泉＞分校乙女研究部（2005年に神谷浩史と共にパーソナリティを務めた全6回の短期集中放送）
- 温子と隼人のアクエリ放送局（音泉・BEWE：2004年10月1日 - 2013年2月19日）

### CM
2005年
- アクエリアンエイジsaga2蛇使いの杖（ナレーション）
- アクエリアンエイジsaga3（ナレーション）
- Kamipro（ナレーション）
- ディメンション・ゼロ（ナレーション）

2006年
- インターネットラジオフェスタ（ナレーション）
- 月刊少年ファング（顔出し）

### 吹き替え
- 凹凸世界（2019年、ペリー[5]）
- パグ・アクチュアリー ダメな私のワンダフル・ライフ（2019年、オリバー〈エド・スクライン〉）

### その他
- THE LIVE IV in 横浜アリーナ
- OVERDRIVE NIGHT TOUR2008-2009 Rock'n'Roll Never Die（SUPER ROCK'N'ROLLERSとして全公演に参加）

### シリーズ一覧
1. ↑  第1期（2019年）、第2期『∬』（2021年）、テレビスペシャル『∽』（2023年）